# Літо мертвих
Літо мертвих (англ. Dead of Summer) — американський телесеріал, створений Адамом Горовіцом, Едвардом Кітсом і Єном Ґолдбергом для телеканалу Freeform. Прем'єра шоу  відбулася 28 червня 2016 року.
8 листопада 2016 року канал Freeform закрив шоу після одного сезону

## Сюжет
Дія серіалу відбувається в кінці 1980-х років в літньому таборі «Клірвотерс» на Середньому Заході. «Клірвотерс» - здавалося б ідеальний табір, але згодом він наповниться жахом і злом, які переслідуватимуть героїв скрізь.

## Виробництво
Freeform (на той час ABC Family) зробив пряме замовлення серіалу «Літо мертвих» 18 листопада 2015 року. Шоу возз'єднало творців телесеріалу «Одного разу в казці» Адама Горовіца, Едварда Кітсіса і сценариста Єна Ґолдберга. У лютому 2016 року було оголошено, що актори «Залишитися в живих» і «Одного разу у казці» Елізабет Мітчел і Елізабет Лейл зіграють провідні ролі, тим самим возз'єднавши сценаристів і акторів цих серіалів. Основний знімальний процес стартував 21 березня 2016 року у Ванкувері, Британська Колумбія, Канада. Горовіц став режисером пілотного епізоду (це лише другий знятий ним епізод після «Непрощеного» четвертого сезону «Одного разу в казці»). У квітні 2016 року було оголошено дату прем'єри шоу - 28 червня 2016 року.